# 2 mars
2 mars är den 61:a dagen på året i den gregorianska kalendern (62:a under skottår). Det återstår 304 dagar av året.

## Namnsdagar

### I den svenska almanackan
- Nuvarande – Ernst och Erna
- Föregående i bokstavsordning
  - Erna – Namnet infördes på dagens datum 1986 och har funnits där sedan dess.
  - Ernfrid – Namnet infördes på dagens datum 1986, men flyttades 1993 till 12 oktober och utgick 2001.
  - Ernst – Namnet fanns före 1831 på 13 mars i formen Ernestus. Detta år flyttades det till dagens datum, varvid den äldre namnformen ersattes av det modernare Ernst, och har funnits där sedan dess.
  - Ivar – Namnet förekom på dagens datum på 1790-talet, men utgick sedan. 1901 infördes det på 31 januari, där det har funnits sedan dess.
  - Simplicius – Namnet fanns, till minne av påven Simplicius från 400-talet, på dagens datum fram till 1831, då det utgick.
- Föregående i kronologisk ordning
  - Före 1831 – Simplicius och Ivar
  - 1831–1900 – Ernst
  - 1901–1985 – Ernst
  - 1986–1992 – Ernst, Erna och Ernfrid
  - 1993–2000 – Ernst och Erna
  - Från 2001 – Ernst och Erna
- Källor
  - Brylla, Eva (red.): Namnlängdsboken, Norstedts ordbok, Stockholm, 2000. ISBN 91-7227-204-X
  - af Klintberg, Bengt: Namnen i almanackan, Norstedts ordbok, Stockholm, 2001. ISBN 91-7227-292-9

### Finlandssvenska almanackan
- Nuvarande från 2025[1] – Fanny, Fiona
- I föregående revideringar[a][2]
  - 1929–2024 – Fanny

## Händelser
- 986 – Vid Lothars död efterträds han som kung av Västfrankiska riket av sin son Ludvig lättingen. Denne blir den siste kungen av Västfrankiska riket och när han vid sin död året därpå efterträds av Hugo Capet blir denne istället den förste kungen av Frankrike.
- 1444 – Lezhaförbundet grundas.
- 1808 – En och en halv vecka efter att ryska trupper har inlett finska kriget mot Sverige genomför ryssarna ett anfall på den isbelagda Finska viken och intar Helsingfors. Samma dag börjar de belägra fästningen Sveaborg utanför staden, vilken anses vara nyckeln till Finland, och fästningen kapitulerar den 3 maj.
- 1836 – Den mexikanska delstaten Texas förklarar sig självständig från Mexiko och utropas till republik. Detta beror på att det finns en mängd amerikanska nybyggare i området, vilka känner sig felbehandlade och trängda av den mexikanska regeringen, särskilt sedan Mexiko året innan har antagit en ny författning och dessutom avskaffat slaveriet. När texanerna har besegrat mexikanerna i slaget om San Jacinto den 21 april samma år erkänner Mexiko den självständiga republiken, vilken existerar fram till den 29 december 1845, då Texas upptas som delstat i den amerikanska unionen.
- 1884 – El dras fram för belysningen i Västerås domkyrka.
- 1899 – Mount Rainier nationalpark inrättas i nordvästra USA.
- 1913 – Det svenska riksdagspartiet Bondeförbundet grundas som ett intresseparti för folk på landsbygden. Så småningom breddar man sin politik och 1958 byter man namn till Centerpartiet.
- 1939 – Sedan Pius XI har avlidit den 10 februari väljs Eugenio Maria Giuseppe Giovanni Pacelli till påve och tar namnet Pius XII.[3]
- 1956 – Efter flera års oroligheter undertecknas ett avtal i Paris, där Spanien erkänner det spansk-franska protektoratet Marockos självständighet. En dryg månad senare (7 april) erkänner även Frankrike officiellt den marockanska självständigheten.[4]
- 1969 – Det brittisk-franska flygplanet Concorde provflygs för första gången från den sydfranska staden Toulouse. Det dröjer dock till 1 oktober samma år, innan det spränger ljudvallen och det är först 21 januari 1976, som det introduceras för reguljär passagerartrafik.
- 1987 – Det amerikanska bilföretaget Chrysler Group köper upp American Motors Corporation (AMC), som var det fjärde största biltillverkningsföretaget i USA. Därmed återstår endast ”de tre stora” inom amerikansk biltillverkning (Chrysler, Ford och General Motors).
- 1992 – Den svenska tv-kanalen TV4, som har lanserats som satellitkanal ett och ett halvt år tidigare, börjar sändas i det svenska analoga marknätet och till en början når man 65 procent av tittarna. Så småningom blir kanalen dock den tredje ”allmänna” kanalen i Sverige (vid sidan av Kanal 1 och TV2), som når hela landet. Det blir dessutom den första allmänna reklamkanalen i landet.
- 1998 – Den tioåriga österrikiska flickan Natascha Kampusch blir kidnappad av Wolfgang Přiklopil, som håller henne fångad i åtta år, innan hon den 23 augusti 2006 lyckas rymma från hans hus.
- 2000 – Den chilenske före detta diktatorn Augusto Pinochet blir frigiven från den husarrest i Storbritannien han har suttit i sedan 1998. Han återvänder till Chile dagen därpå och 2004 inleds där en rättegång mot honom för de brott han har begått under sin tid som Chiles president och diktator.
- 2021 – 15 papperslösa migranter omkommer i bilolycka i södra Kalifornien, cirka en och en halv mil utanför gränsen mot Mexiko. 14 personer omkommer direkt på plats, medan ytterligare 1 person dör senare.[5]

## Födda
- 1316 – Robert II, kung av Skottland 1371–1390
- 1459 – Hadrianus VI, född Adriaan Florenszoon Boeyens, påve 1522–1523
- 1756 – Vincent-Marie Viénot de Vaublanc, fransk politiker
- 1759 – Johann Christian Friedrich Haeffner, tysk-svensk musiker och tonsättare
- 1760
  - Charlotte Cederström, svensk poet, konstnär, tecknare och författare
  - Camille Desmoulins, fransk journalist och politiker
- 1769 – DeWitt Clinton, amerikansk politiker
- 1810 – Leo XIII, född Vincenzo Gioacchino Raffaele Luigi Pecci, påve 1878–1903
- 1821 – Axel Adlercreutz, svensk hovrättspresident och statsråd, Sveriges justitiestatsminister 1870–1874
- 1824 – Bedřich Smetana, tjeckisk tonsättare, pianist och dirigent
- 1828 – Frans Hedberg, svensk författare
- 1829 – William B. Allison, amerikansk republikansk politiker, senator för Iowa 1873–1908
- 1834 – Lev Ivanov, rysk balettdansör och koreograf
- 1839 – Victoria Bundsen, svensk operasångare
- 1842 – Enrique Gaspar y Rimbau, spansk diplomat och författare
- 1851 – Axel Kock, svensk professor och språkforskare, rektor för Lunds universitet 1911–1916, ledamot av Svenska Akademien 1924–1935
- 1876 – Pius XII, född Eugenio Maria Giuseppe Giovanni Pacelli, påve 1939–1958
- 1880 – Ivar Kreuger, svensk företagsledare, finansman och civilingenjör
- 1885 – Victor Houteff, amerikansk religiös förkunnare, författare och grundare av den davidiska sjundedagsadventismen
- 1895 – Tage Aurell, svensk-norsk författare och manusförfattare
- 1898 – Oscar Rundblom, svensk domprost i Västerås
- 1900 – Kurt Weill, tysk tonsättare
- 1904 – Tom Steed, amerikansk demokratisk politiker, kongressledamot 1949–1981
- 1917 – Desi Arnaz, kubansk-amerikansk skådespelare
- 1919
  - Tamara Toumanova, rysk ballerina
  - Jennifer Jones, amerikansk skådespelare
- 1922 – Tore Andersson, svensk skådespelare med artistnamnet Knatten Andersson
- 1923
  - Basil Hume, brittisk kardinal, ärkebiskop av Westminster 1976–1999
  - Viveca Serlachius, svensk skådespelare
- 1926 – Carl Lidbom, svensk socialdemokratisk politiker, Sveriges handelsminister 1975–1976, ambassadör i Paris 1982–1992
- 1931
  - Michail Gorbatjov, rysk politiker, generalsekreterare i Sovjetunionens kommunistiska parti och Sovjetunionens ledare 1985–1991, president 1990–1991, mottagare av Nobels fredspris 1990
  - János Sebestyén, ungersk pianist
- 1934 – Hans Erik Engqvist, svensk författare
- 1937 – Abdelaziz Bouteflika, algerisk politiker och militär, Algeriets president 1999–2019
- 1938 – Ricardo Lagos, chilensk politiker, Chiles president 2000–2006
- 1939 – Barbara Luna, amerikansk skådespelare
- 1940 – Lennart ”Klimpen” Häggroth, svensk ishockeymålvakt
- 1942
  - John Irving, amerikansk författare
  - Lou Reed, amerikansk sångare, gitarrist och låtskrivare i gruppen The Velvet Underground
- 1943 – Rosa DeLauro, amerikansk demokratisk politiker, kongressledamot 1991–
- 1947 – Pugh Rogefeldt, svensk sångare, musiker och kompositör
- 1949 – Gates McFadden, amerikansk skådespelare och koreograf
- 1950 – Karen Carpenter, amerikansk popsångare i gruppen The Carpenters
- 1956 – Eduardo Rodríguez, boliviansk politiker, Bolivias president 2005–2006
- 1959 – Chris Carney, amerikansk demokratisk politiker
- 1962
  - Peter Andersson, svensk ishockeyspelare
  - Jon Bon Jovi, amerikansk skådespelare, sångare, gitarrist och låtskrivare i gruppen Bon Jovi.
- 1963 – Anthony Albanese, australisk Laborpolitiker, Australiens premiärminister 2022–
- 1966 – Howard Bernstein, brittisk musik- och filmproducent
- 1967 – Kjell Wilhelmsen, svensk skådespelare
- 1971 – Roman Čechmánek, tjeckisk ishockeymålvakt
- 1972 – Daniel Möllberg, svensk regissör och manusförfattare
- 1974 – Damir Glavan, kroatisk vattenpolospelare
- 1975 – Noriyuki Haga, japansk roadracingförare
- 1977 – Chris Martin, brittisk sångare, sång- och låtskrivare samt gitarrist och pianist i gruppen Coldplay
- 1982
  - Kevin Kurányi, tysk fotbollsspelare
  - Henrik Lundqvist, svensk ishockeymålvakt
  - Joel Lundqvist, svensk ishockeyspelare
- 1995 – Viktor Frisk, svensk artist och modebloggare
- 2016 – Oscar, svensk prins, son till kronprinsessan Victoria och prins Daniel

## Avlidna
- 986 – Lothar, 44, kung av Västfrankiska riket sedan 954
- 1009 – Mokjong av Goryeo, 28, koreansk monark
- 1390 – Magnus Nielsen, dansk kyrkoman, ärkebiskop i Lunds stift sedan 1379
- 1589 – Alessandro Farnese, 68, italiensk kardinal
- 1755 – Louis de Rouvroy, 80, fransk diplomat, militär och memoarförfattare
- 1791 – John Wesley, 87, brittisk präst och teolog, grundare av metodismen
- 1797 – Horace Walpole, 79, brittisk författare
- 1835 – Frans II, 67, tysk-romersk kejsare 1792–1806, ärkehertig av Österrike 1792–1804 och kejsare av Österrike sedan 1804
- 1893 – Richard M. Bishop, 80, amerikansk demokratisk politiker, guvernör i Ohio 1878–1880
- 1895
  - Berthe Morisot, 54, fransk konstnär
  - Ismail Pascha, 64, khediv av Egypten och Sudan 1863–1879
- 1899 – Lars Magnus Carlsson, 73, svensk gästgivare, godsägare och riksdagsman
- 1916 – Elisabet av Wied, 72, rumänsk författare, Rumäniens drottning 1881–1914 (gift med Karl I)
- 1925 – Luigj Gurakuqi, 46, albansk politiker
- 1930 – D.H. Lawrence, 44, brittisk författare
- 1933 – Thomas J. Walsh, 73, amerikansk demokratisk politiker, senator för Montana sedan 1913
- 1946 – Fidél Pálffy, 50, ungersk adelsman och nazist (avrättad)
- 1962 – Wall Doxey, 69, amerikansk demokratisk politiker, senator för Mississippi 1941–1943
- 1964 – Frans Oscar Öberg, 80, svensk skådespelare
- 1967 – Sven Björkman, 50, svensk skådespelare, författare, kåsör, manusförfattare, kompositör och sångtextförfattare
- 1975 – Madeleine Vionnet, 98, fransk modeskapare
- 1976 – Kirsten Heiberg, 68, norsk-tysk skådespelare
- 1982 – Philip K. Dick, 53, amerikansk science fiction-författare
- 1987 – Randolph Scott, 89, amerikansk skådespelare
- 1991 – Serge Gainsbourg, 62, fransk sångare
- 1996 – Lyle Talbot, 94, amerikansk skådespelare
- 1997 – Bertil Sjödin, 84, svensk skådespelare
- 1998 – Leif Blomberg, 57, svensk fackföreningsledare och socialdemokratisk politiker, ordförande för Svenska metallindustriarbetareförbundet 1982–1993, Sveriges invandrar/integrationsminister 1994–1998
- 1999 – Dusty Springfield, 59, brittisk sångare
- 2001
  - Sándor Kopácsi, 78, ungersk polis och politisk aktivist
  - William Stratton, 87, amerikansk republikansk politiker, guvernör i Illinois 1953–1961
- 2003 – Hank Ballard, 66, amerikansk sångare
- 2004
  - Berndt Egerbladh, 71, svensk musiker och tv-profil
  - Mercedes McCambridge, 87, amerikansk skådespelare
- 2007 – Henri Troyat, 95, armenisk-fransk författare
- 2008 – Jeff Healey, 41, kanadensisk blues- och rockgitarrist
- 2009 – João Bernardo Vieira, 69, guinea-bissauisk politiker, Guinea-Bissaus president sedan 2005 (mördad)
- 2011 – Thor Vilhjálmsson, 85, isländsk författare
- 2012
  - Norman St John-Stevas, 82, brittisk politiker och jurist
  - James Q. Wilson, 80, amerikansk statsvetare och kriminolog
- 2014 – R.J. Rummel, 81, amerikansk statsvetare
- 2015
  - Francisco González Ledesma, 87, spansk författare och journalist
  - Kurt Sjöström, 89, svensk socionom och kommunalpolitiker
- 2016 – Johann Georg av Hohenzollern-Sigmaringen, 83, tysk prins och make till prinsessan Birgitta
- 2021 – Bunny Wailer, 73, jamaicansk reggaemusiker och -sångare, medlem i gruppen The Wailing Wailers
- 2023
  - Steve Mackey, 56, brittisk musikproducent och basist i Pulp[6]
  - Wayne Shorter, 89, amerikansk jazzsaxofonist och kompositör (Polarprisvinnare 2017)[7]